# Mörtevattnet (Forshälla socken, Bohuslän)
Mörtevattnet är en sjö i Uddevalla kommun i Bohuslän och ingår i Göta älv-Bäveåns kustområde. Sjöns area är 0,019 kvadratkilometer och den befinner sig 108 meter över havet.